# Glaucostola binotata
Glaucostola binotata là một loài bướm đêm thuộc phân họ Arctiinae, họ Erebidae.